# Trachea polychroa
Trachea polychroa là một loài bướm đêm trong họ Noctuidae.